# Kloster Heilig-Kreuz (Püttlingen)
Das Kloster Heilig-Kreuz der Redemptoristinnen in Püttlingen im Saarland ist die einzige Niederlassung der Redemptoristinnen in Deutschland.

## Baugeschichte und Architektur

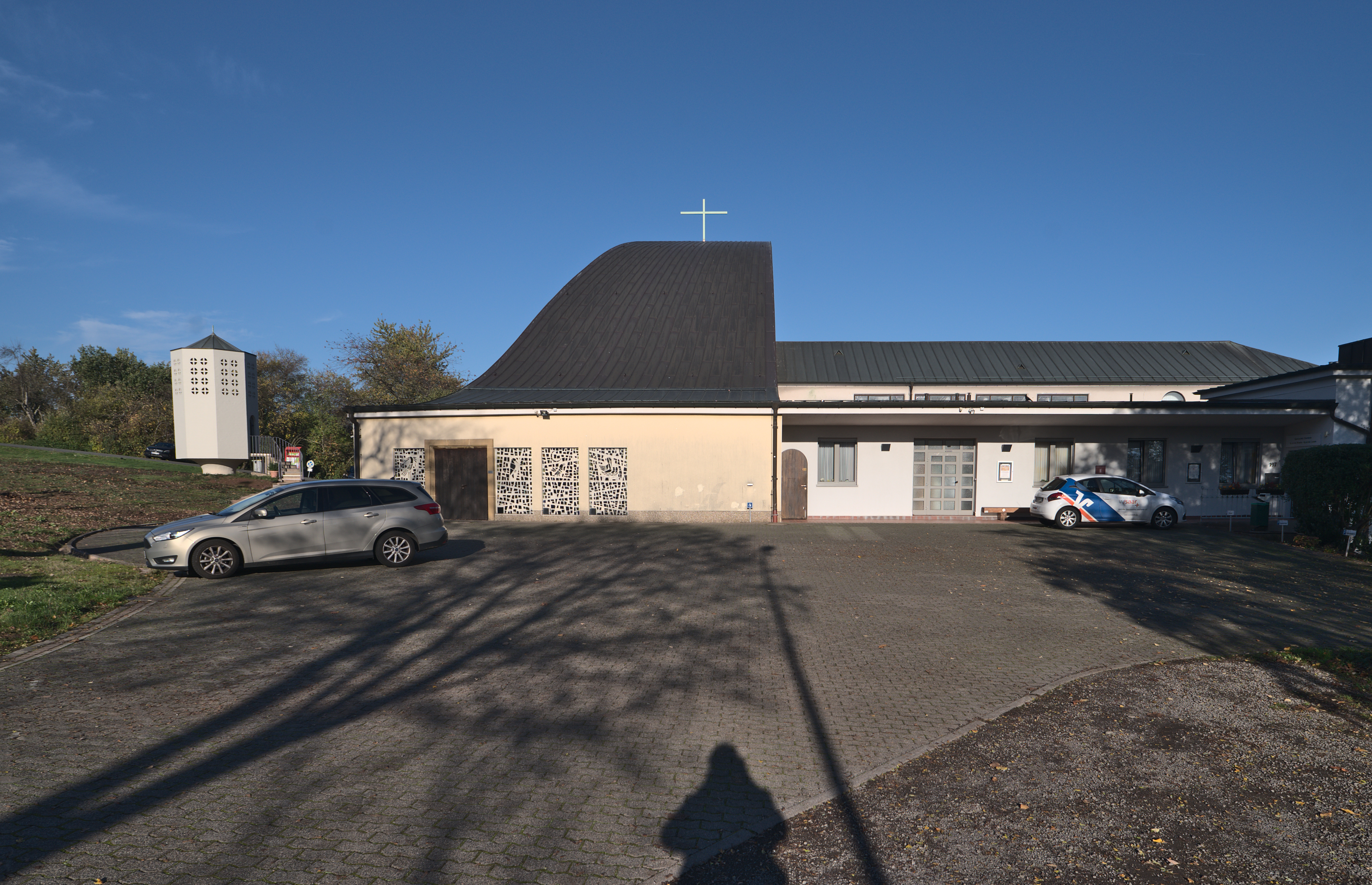
Das Kloster mit Glockenturm

Erbaut wurde das Kloster von 1956 bis 1960 von dem ungarischen Glasmaler und Architekten Gyórgy Lehoczky, von dem auch die Glasfenster der Kirche stammen.  
Das Kloster wurde in der Nähe der wesentlich älteren Kreuzkapelle erbaut. Der Architekt verwendet moderne Elemente, vor allem Bogenformen, die sich in die hügelige Landschaft anpassen, erhält dabei aber die traditionelle Bauform eines Klosters.
Die Klosterkirche fällt mit ihrem schwingenden Dach besonders ins Auge. Lehoczky lehnte sich dabei an die Wallfahrtskirche von Le Corbusier in Ronchamp an.
Die Kirche ist eine Doppelkirche, in deren Schnittpunkt sich der Altarraum befindet. Das eine Kirchenschiff steht den Schwestern zur Verfügung, das andere der Gemeinde.
Im Altarraum fallen die großen Glasfenster auf. Das große Rundfenster zeigt das Gleichnis von den klugen und törichten Jungfrauen. Das Dreifaltigkeitsfenster hat die Form dreier Dreiecke. Das Marienfenster zeigt eine Darstellung aus der Offenbarung des Johannes.

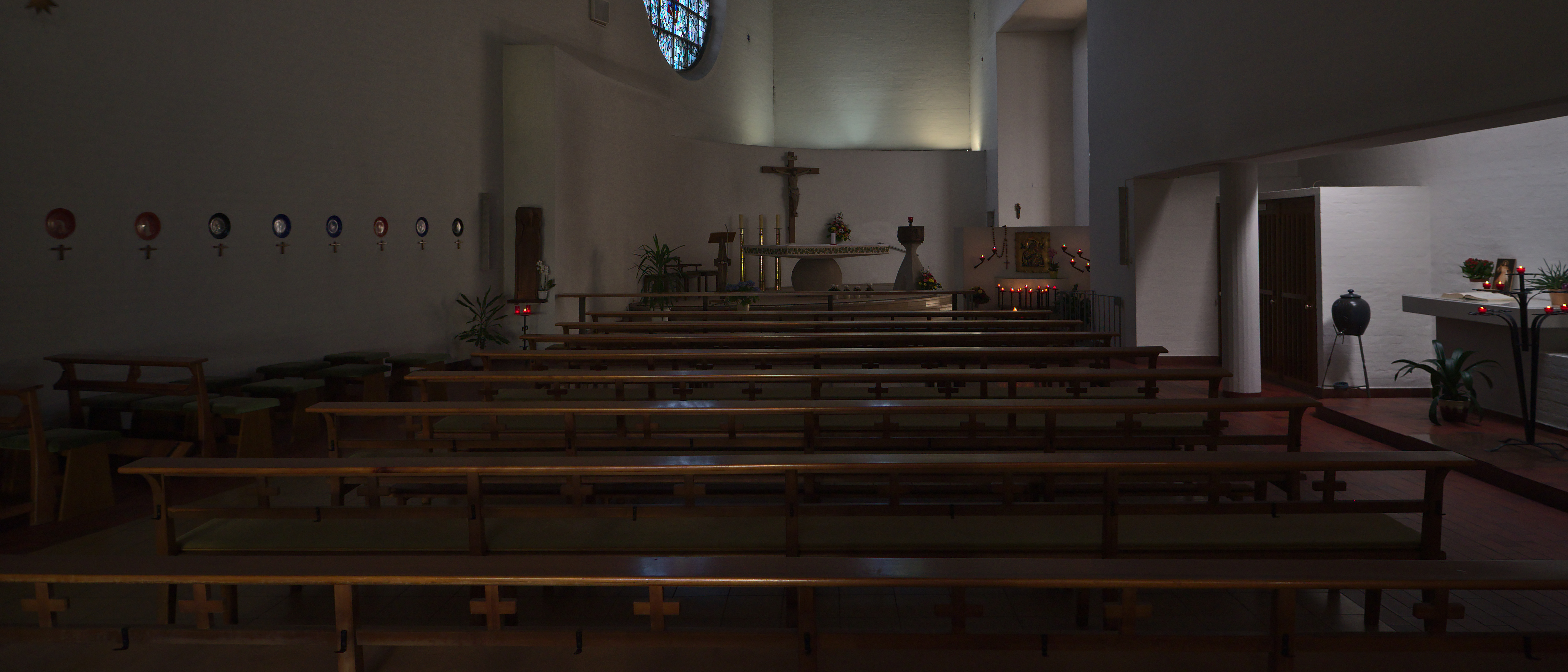
Der Innenraum der Kirche

## Glocken
Die Klosterkirche verfügt über vier Glocken. Sie wurden 1958/60 von der Saarlouiser Glockengießerei in Saarlouis-Fraulautern, die von Karl (III) Otto von der Glockengießerei Otto in Bremen-Hemelingen und dem Saarländer Aloys Riewer 1953 gegründet worden war, gegossen. Die Glocken haben die Schlagton-reihe: f′′ – g′′ – a′′ – b′′. Die Glocken haben folgende Durchmesser: 609 mm, 542 mm, 483 mm, 456 mm und wiegen: 200 kg, 108 kg, 76 kg, 65 kg.

## Die Redemptoristinnen
Der Orden der Redemptoristinnen (Sigel: OSsR) wurde 1731 in Italien gegründet und hat weltweit 47 Niederlassungen, in Deutschland ist das Kloster in Püttlingen die einzige Niederlassung, in Österreich gibt es zwei Klöster in Ried im Innkreis und in Lauterach.
Die Gemeinschaft pflegt eine kontemplative Lebensweise und lebt von Paramentenstickerei und Hostienbäckerei. Ihre Spiritualität orientiert sich an Christus als dem Erlöser der Menschen, der in 5 Zeiten des Stundengebets und in der täglichen Eucharistie verehrt wird. Die Schwestern leben zurückgezogen, empfangen aber Menschen zum Gespräch und bieten Tage der Stille an.
Die Ordenstracht besteht aus einem roten Ordenskleid mit schwarzem Schleier.